# قلیانساز (کلیبر)
قلیانساز یکی از روستاهای استان آذربایجان شرقی است که در دهستان سیدان بخش آبش‌احمد شهرستان کلیبر واقع شده‌است.
در این روستا تنها سه خانوار زندگی می‌کنند.